# Руснак, Альберт
Альберт Руснак (словац. Albert Rusnák; 7 июля 1994, Вишков, Чехия) — словацкий футболист, атакующий полузащитник клуба «Сиэтл Саундерс» и сборной Словакии.
Отец Руснака — также Альберт, профессиональный футболист и тренер. В 2010 году он был скаутом английского «Манчестер Сити» и привёз своего сына в команду.

## Клубная карьера
Руснак — воспитанник клуба «Кошице». В 2010 году он был приглашён английского «Манчестер Сити». В 2013 году для получения игровой практики Альберт на правах аренды перешёл в «Олдем Атлетик». 31 августа в матче против «Транмир Роверс» он дебютировал в первой английской лиге. Сыграв всего две игры Руснак вернулся в расположение «Сити». В начале 2014 года он на правах аренды был отдан в «Бирмингем Сити». 28 января в матче против «Лестер Сити» Альберт дебютировал в Чемпионшипе. Летом того же года Руснак отправился в аренду в нидерландский «Камбюр». 9 августа в поединке против «Твенте» он дебютировал в Эредивизи. В этом же матче Руснак забил свой первый гол.
В начале 2015 года контракт с Альберта с «Манчестер Сити» закончился и он на правах свободного агента подписал контракт на три года с клубом «Гронинген». 16 января в матче против амстердамского «Аякса» он дебютировал за новую команду. 31 января в поединке против «Гоу Эхед Иглз» Руснак забил свой первый гол за «Гронинген». В том же году он стал обладателем Кубка Нидерландов. В финале против «Зволле» Альберт забил оба гола и помог команде завоевать трофей.
6 января 2017 года Руснак перешёл в клуб MLS «Реал Солт-Лейк», подписав контракт молодого назначенного игрока. Сумма трансфера составила 435 тыс. евро. В североамериканской лиге он дебютировал 4 марта в матче стартового тура сезона против «Торонто». 8 апреля в матче против «Ванкувер Уайткэпс» он забил свой первый гол за «Реал Солт-Лейк», а также отдал две голевые передачи. 28 декабря 2018 года Руснак подписал с «Реал Солт-Лейк» новый многолетний контракт до конца сезона 2021. По окончании сезона 2021 срок контракта Руснака с «Реал Солт-Лейк» истёк, после чего стороны начали переговоры по новому долгосрочному контракту, но 8 января 2022 года игрок объявил об уходе из клуба.
13 января 2022 года Руснак на правах свободного агента присоединился к «Сиэтл Саундерс», подписав контракт по правилу назначенного игрока на сезоны 2022 и 2023 с опцией продления на сезон 2024. За «Саундерс» он дебютировал 17 февраля в первом матче ⅛ финала Лиги чемпионов КОНКАКАФ 2022 против гондурасского «Мотагуа».

## Карьера в сборной
15 ноября 2016 года в товарищеском матче против сборной Австрии Руснак дебютировал за сборную Словакии.
В 2017 году в составе молодёжной сборной Словакии Руснак принял участие в молодёжном чемпионата Европы в Польше. На турнире он сыграл в матчах против команд Польши, Англии и Швеции.
22 марта 2018 года в поединке против сборной ОАЭ он забил свой первый гол за национальную команду.

### Голы за сборную Словакии
| #   | Дата            | Место                                         | Противник | Результат | Счёт | Соревнование                              |
| --- | --------------- | --------------------------------------------- | --------- | --------- | ---- | ----------------------------------------- |
| 01. | 22 марта 2018   | Раджамангала, Бангкок, Таиланд                | ОАЭ       | 1:0       | 2:1  | Кубок короля 2018                         |
| 02. | 5 сентября 2018 | Стадион Антона Малатинского, Трнава, Словакия | Дания     | 2:0       | 3:0  | Товарищеский матч                         |
| 03. | 16 октября 2018 | Френдс Арена, Сольна, Швеция                  | Швеция    | 1:1       | 1:1  | Товарищеский матч                         |
| 04. | 16 ноября 2018  | Стадион Антона Малатинского, Трнава, Словакия | Украина   | 1:0       | 4:1  | Лига наций УЕФА 2018/2019                 |
| 05. | 21 марта 2019   | Стадион Антона Малатинского, Трнава, Словакия | Венгрия   | 2:0       | 2:0  | Чемпионат Европы 2020 (отборочный турнир) |
| 06. | 14 ноября 2021  | Национальный стадион, Та-Кали, Мальта         | Мальта    | 0:1       | 0:6  | Чемпионат мира 2022 (отборочный турнир)   |
| 07. | 14 ноября 2021  | Национальный стадион, Та-Кали, Мальта         | Мальта    | 0:3       | 0:6  | Чемпионат мира 2022 (отборочный турнир)   |

## Достижения
«Гронинген»
- Обладатель Кубка Нидерландов: 2014/15

«Сиэтл Саундерс»
- Чемпион Лиги чемпионов КОНКАКАФ: 2022